# ナフタリ
ナフタリ（ヘブライ語: נַפְתָּלִי, ラテン文字表記：Naphtali, Naftali）は、『旧約聖書』創世記の登場人物。ヤコブの第6子であり、ラケルの女奴隷ビルハの子である。名にはヘブライ語で「わが戦い」という意味がある。
ナフタリには、ヤフツェルエル、グニ、エツェル、シレムという子供がおり、イスラエルの十二氏族のひとつ・ナフタリ族の開祖になった。

## ナフタリ族
ナフタリ族は荒野宿営では、ダン族と共にしんがりを務めた。相続地に割り当てもダンと共に最後になった。
ナフタリ族の相続地は、アシェル族の東に位置して、ガリラヤ湖の西岸、ヨルダン川までである。南はイッサカルとゼブルンに接していた。主な町は、キネレテ、ケデシュなどであり土地の多くは山地であった。
ダビデがヘブロンで王であった時に、ナフタリ族の束さ千人、大盾、槍を持つ兵士37000人がいた。
アッシリヤのティグラテ・ピレセルが侵略した時に、ナフタリの町々が攻撃されて、住民が強制移住させられた。